# Ernst Schulze (Historiker)
Ernst Heinrich Ferdinand Schulze (* 31. Oktober 1842 in Gotha; † 18. August 1911 in Homburg vor der Höhe) war ein deutscher Historiker, Klassischer Philologe und Gymnasialdirektor.

## Leben
Ernst Schulze stammte aus einer thüringischen Gelehrtenfamilie. Sein Großvater Christian Ferdinand Schulze (1774–1850) und sein Vater Adolf Moritz Schulze (1808–1881) waren Lehrer gewesen; sein Vater leitete seit Januar 1842 als Rektor die Gothaer Stadtschule und lebte ab 1860 als Pfarrer und Superintendent in Ohrdruf.
Ernst Schulze besuchte zunächst die Stadtschule in Gotha und ging dann an das Gothaer Gymnasium illustre, das ab 1859 den Namen Ernestinum trug, und studierte nach der Reifeprüfung (1862) Klassische Philologie, Archäologie und Geschichte an den Universitäten zu Jena und Bonn (ab dem Wintersemester 1863), wo ihn besonders Otto Jahn und Friedrich Ritschl prägten. Schulze schloss das Studium mit der Promotion zum Dr. phil. (10. März 1866) und dem Lehramtsexamen (6. Juni und 29. Dezember 1866) ab, mit dem er die Lehrberechtigung in den Fächern Latein, Griechisch, Alte Geschichte und Deutsch für alle Klassen, in Mittlerer und Neuerer Geschichte bis zur Mittelstufe erwarb.
Zum 1. Oktober 1866 trat Schulze an seiner heimischen Schule, dem Gymnasium Ernestinum, das Probejahr an; aber noch vor dessen Ablauf wurde er am 7. Mai 1867 zum Oberlehrer ernannt. Seine wissenschaftlichen Studien setzte er in dieser Zeit fort, beispielsweise mit einem grundlegenden Aufsatz über den griechischen Autor Paianios (1870) und einer Broschüre über die Vasensammlung des Freiherrn Ferdinand von Leesen (1871).
1872 nahm Schulze einen Ruf zum Direktor der Reformierten Kirchenschule in Sankt Petersburg an, die 1818 von den drei reformierten Gemeinden der Stadt gegründet worden war und seit 1864 eine Gymnasialabteilung hatte. Schulze trat das Direktorat am 21. Oktober 1872 an und erhielt während der 16 Jahre seiner Amtstätigkeit mehrere staatliche Auszeichnungen: den Orden der Heiligen Anna 2. Klasse (22. Dezember 1878), den Orden des Heiligen Wladimir 4. Klasse (15. Mai 1883) und den Sankt-Stanislaus-Orden 2. Klasse (31. Januar 1890).
Als Direktor der Reformierten Kirchenschule hatte Schulze mit verschiedenen Schwierigkeiten zu kämpfen. Lehrer und Schüler stammten aus den drei reformierten Gemeinden in Sankt Petersburg, die Deutsch, Niederländisch und Französisch sprachen. Infolge der Russifizierungsbestrebungen unter Zar Alexander III. steigerten sich die Anforderungen an die Schule, Kenntnisse der russischen Sprache, Literatur und Geschichte zu vermitteln. Da seine Gesundheit unter der fortwährenden Belastung litt, bewarb sich Schulze im Mai 1888 auf eine Direktorenstelle in Deutschland, am Realgymnasium in Homburg vor der Höhe. Seine Bewerbung hatte Erfolg und er trat sein neues Amt am 2. Juni 1888 an. In seine Amtszeit fielen mehrere Reformen des Realgymnasiums: die Integration eines Progymnasiums (bis 1890) und einer lateinlosen Realschule (ab 1891), sowie der Ausbau zu einem vollwertigen Gymnasium mit angegliederter Realschule, der vom Magistrat 1896 beschlossen und bis 1899 durchgeführt wurde. Am 21. Februar 1900 wurde das Gymnasium als Kaiserin-Friedrich-Gymnasium eingeweiht. Die Umgestaltung der Schulform wurde durch Neubauprojekte begleitet, die Schulze energisch vorantrieb. 1898 setzte er einen Erweiterungsbau mit zusätzlichen Unterrichtsräumen durch, der sich allerdings in den folgenden Jahren ebenfalls als unzureichend erwies.
Im Juni 1911 suchte Schulze um seine Pensionierung nach, erlebte sie jedoch nicht mehr: Er starb am 18. August 1911 im Alter von 68 Jahren.

## Schriften (Auswahl)
- De excerptis Constantinis quaestiones criticae. Bonn 1866 (Dissertation)
- De vasculo picto et Amazonis pugnam et inferiarum ritus repraesentante. Gotha 1870 (Schulprogramm)
- Beschreibung der Vasensammlung des Freiherrn Ferdinand von Leesen. Leipzig 1871
- Das alte Rom als Großstadt und Weltstadt. Berlin 1878
- Skizzen hellenischer Dichtkunst. Gotha 1881
- Adiumenta Latinitatis. Grundzüge des lateinischen Stils für die oberste Stufe des Gymnasiums. Leipzig 1883
- Dr. Adolf Moritz Schulze. Ein Bild seines Lebens und Wirkens für Verwandte und Freunde entworfen. Dresden 1884
- Grundriß der Logik und Übersicht über die griechische Philosophie. Leipzig 1886
- Ueber Verschmelzung lateinischer Adjektiva mit nachfolgenden Substantiven zu einem Gesamtbegriffe. Homburg vor der Höhe 1890 (Schulprogramm)
- Lebensbeschreibung des Prinzen Ludwig Gruno von Hessen-Homburg. Homburg vor der Höhe 1892
- Das römische Forum als Mittelpunkt des öffentlichen Lebens. Gütersloh 1893
- Die Schauspiele zur Unterhaltung des römischen Volkes. Gütersloh 1895
- Beiträge zur Lebensgeschichte des Erbprinzen Friedrich Josef von Hessen-Homburg und seiner Geschwister. Homburg vor der Höhe 1899
- Ungedruckte Briefe des Prinzen Leopold von Hessen-Homburg und seiner Geschwister, 1804–1813. Homburg vor der Höhe 1899 (Schulprogramm)
- Durch Nacht zum Licht. Scenen aus Homburgs vergangenen Tagen 1813 und 1814. Homburg vor der Höhe 1900
- Die römischen Grenzanlagen in Deutschland und das Limeskastell Saalburg. Gütersloh 1903. 2. Auflage 1906. 3. Auflage 1912, bearbeitet von Julius Schoenemann
- Das Landgrafen-Denkmal zu Homburg v. d. Höhe. Homburg vor der Höhe 1906
- Über Wesen und Förderung der Aufmerksamkeit. Homburg vor der Höhe 1908 (Schulprogramm)